# John Everett Millais
Sir John Everett Millais (RA) (pronuncia: /ˈmɪleɪ/ o /mɪˈleɪ/) (Southampton, 8 giugno 1829 – Londra, 13 agosto 1896) è stato un pittore e illustratore inglese dell'età vittoriana, cofondatore della Confraternita dei Preraffaelliti.

## Biografia

### Giovinezza
John Everett Millais nacque l'8 giugno 1829 a Southampton, in Inghilterra, figlio di John William e Emily Mary Millais, entrambi appartenenti a una ricca famiglia nativa del Jersey. Fu proprio sull'isola di Jersey che Millais trascorse la sua prima fanciullezza, maturando una vera e propria devozione per questo luogo: un giorno William Makepeace Thackeray, noto scrittore inglese dell'Ottocento, gli chiese «quando l'Inghilterra avesse conquistato Jersey» ed egli rispose con veemenza: «Mai! È Jersey che ha conquistato l'Inghilterra».
Altrettanto forte fu l'influenza della madre, donna dalla personalità energica e decisa e animata da un gusto contagioso per l'arte e la musica. Mamma Emily avrebbe dato un impulso decisivo al talento artistico del figlio, e fu proprio lei a spingere affinché la famiglia si trasferisse a Londra, così da consentire ai figli di proseguire gli studi. Millais avrebbe poi affermato: «devo tutto a mia madre».
Bambino prodigio, Millais studiò dapprima alla Sass’s Art School per poi entrare alla Royal Academy of Arts, dove venne ammesso a undici anni come più giovane allievo di sempre. Qui, oltre a ricevere diversi riconoscimenti per il suo lavoro, strinse amicizia con i pittori William Holman Hunt e Dante Gabriel Rossetti, e con essi nell'autunno del 1848 fondò la Confraternita dei Preraffaelliti (Pre-Raphaelite Brotherhood). In seno alla Confraternita Millais intendeva riscoprire l'arte dei primitifs e dei quattrocentisti, non ancora contaminati dalla maniera di Raffaello, e ricondurre le proprie pitture a una schietta espressività religiosa.

### Opere giovanili

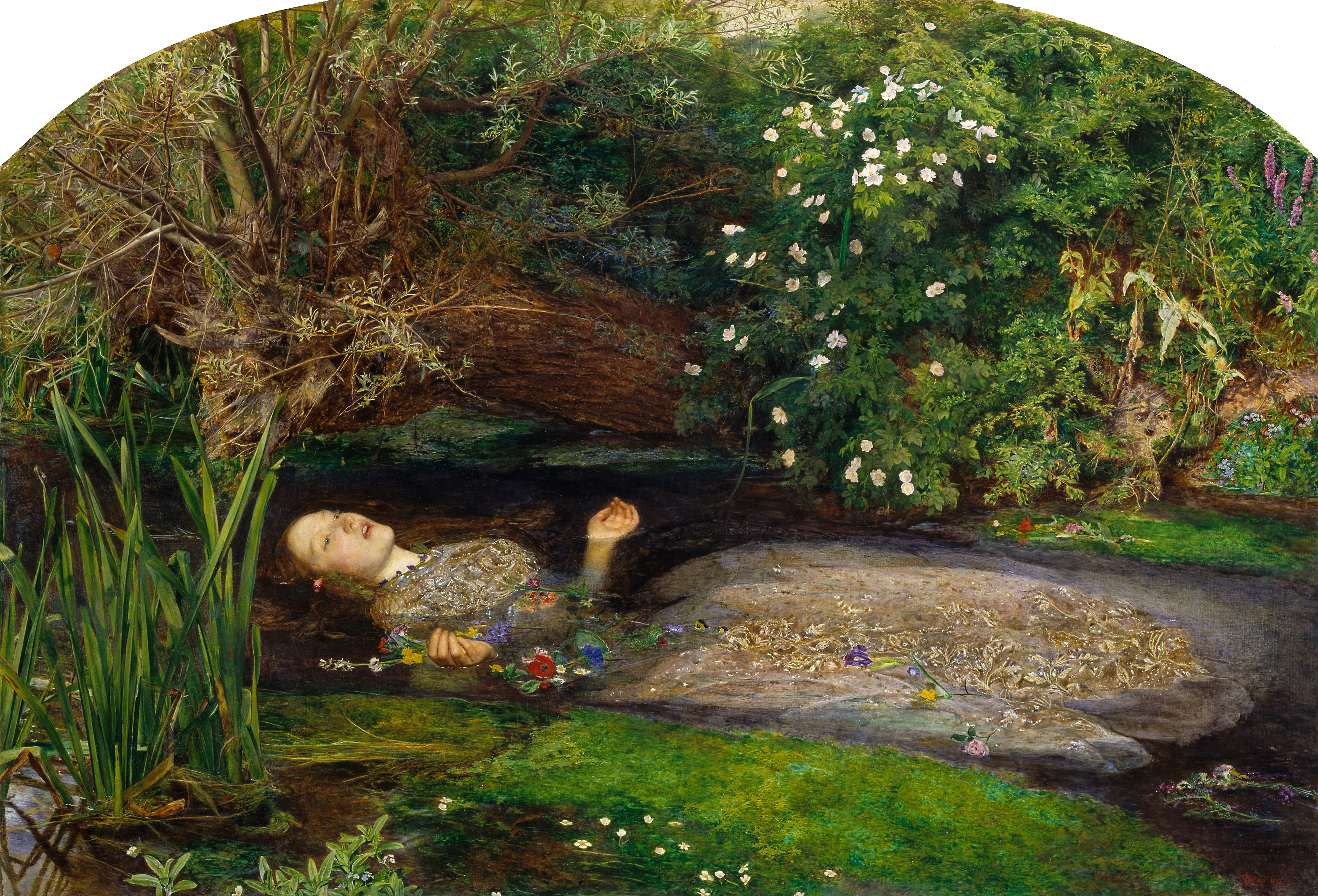
John Everett Millais, Ofelia (1851 circa; alla Tate Britain).

Le opere giovanili di Millais vennero realizzate secondo la poetica dei preraffaelliti e tutte o quasi furono oggetto di violente controversie da parte dei critici. Tra le più criticate spicca senza dubbio Cristo nella casa dei genitori (titolo originale: Christ in the House of his Parents) del 1850, che sconvolse pubblico e critica per la realistica rappresentazione del lavoro e per l'umiltà della carpenteria in cui la scena era ambientata. Durante tutta la sua produzione, raramente Millais abbandonò i temi sociali: ne è un altro esempio L'ugonotto (titolo originale: A Huguenot) del 1852, che raffigurava la separazione di una giovane coppia a causa di motivi religiosi.
Un altro tema ricorrente nelle opere giovanili è l'attenzione naturalistica, che in dipinti come Ofelia (presentato alla Royal Academy nel 1851) raggiunge un livello di dettaglio eccezionale, che Millais ottenne trasferendosi per alcuni mesi in campagna, dove poteva studiare con maggiore precisione e dedizione la vegetazione del Tamigi. La cornice floreale che circonda la bellissima Ofelia (posò per Millais Elizabeth Siddal, una delle modelle preferite dei preraffaelliti) è restituita con un naturalismo quasi scientifico, che comunque lascia spazio al simbolismo: il salice, l'ortica e le margherite, associati all'innocenza, discendono direttamente da Shakespeare, mentre il papavero, simbolo della morte, e le olmarie appassite, allusive alla vanità della vita, sono un'aggiunta del pittore.
Entrambi questi temi affascinarono il critico John Ruskin, strenuo sostenitore dei preraffaelliti e della necessità di un'arte che affrontasse, tra gli altri, proprio i più pressanti temi sociali. Testimonianza dell'amicizia tra Ruskin e Millais è il dipinto L'ordine di rilascio (titolo originale: The Order of Release), per cui la moglie di Ruskin, Effie Gray, ha posato come modella. Durante la realizzazione di questo dipinto, tuttavia, il pittore e la modella si innamorarono: nonostante fosse sposata con Ruskin da molti anni, la coppia non aveva mai consumato il loro matrimonio e fu facile ottenere l'annullamento. Nel 1856, Millais sposò Effie e concluse la sua collaborazione non solo con Ruskin ma con l'intera confraternita dei preraffaelliti, orientandosi verso un nuovo tipo di pittura, fondata sull'esempio dei grande maestri. Da quel momento Millais si accostò a tematiche sentimentali (i luoghi dell'infanzia), storiche (soprattutto legate al Regno Unito e al suo impero) e si cimentò molto spesso anche nel ritratto.

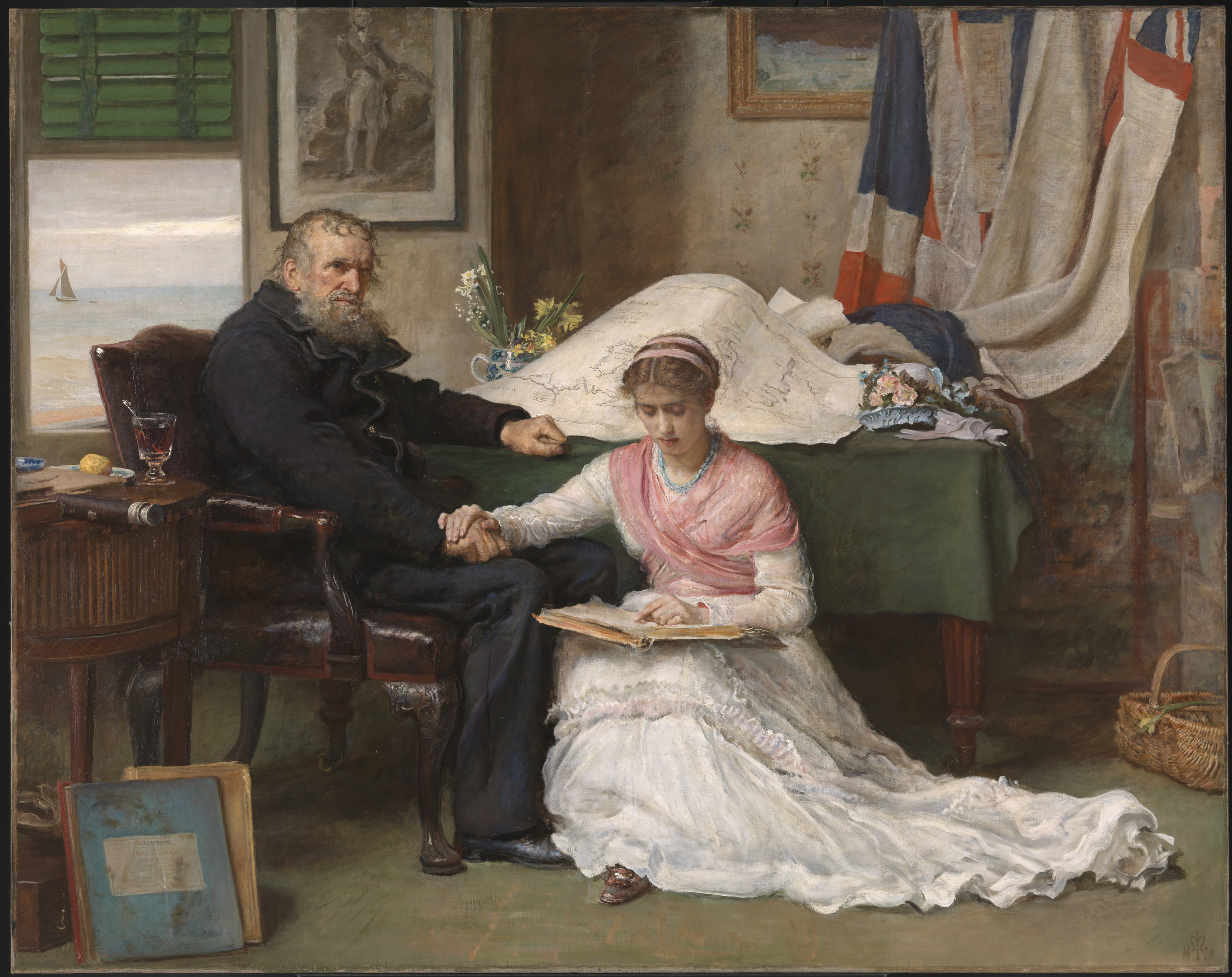
John Everett Millais, Passaggio a Nord Ovest (1874; Tate Britain).

### Opere della maturità
Il suo matrimonio e il conseguente mutamento di stile pittorico vennero definiti da Ruskin "una catastrofe", e critici come William Morris lo accusarono di essere divenuto commerciale in nome di fama e ricchezza. Non è implausibile che il mutamento di stile fosse dovuto anche alla necessità di mantenere la sua nuova famiglia. Tra i suoi sostenitori, i più accesi individuarono influenze degli impressionisti, in particolare di James Whistler, e nel suo saggio Pensieri sull'arte di oggi (Thoughts on our art of Today) del 1888 Millais indicò come modelli pittori quali Diego Velázquez e Rembrandt, rinnegando completamente il suo passato di preraffaellita.
È innegabile l'influenza di Whistler in opere come La vigilia di Sant'Agnese (The Eve of St. Agnes) e La sonnambula (The Somnambulist), mentre altri dipinti degli anni '60 possono ancora essere interpretati come espressione dell'estetismo. Le opere dal 1870 in poi, invece, sono maggiormente influenzate da Rembrandt: tra esse, Passaggio a Nord Ovest (The North West Passage) del 1874 e L'infanzia di Raleigh (Boyhood of Raleigh) del 1871. Emerge qui un nuovo tema che non abbandonerà più Millais, ovvero la celebrazione delle spinte espansionistiche del Paese. Si dedicò anche a numerosi ritratti di bambini, tra cui Bubbles (1886) e Cherry Ripe.

### Illustrazioni
Tra i numerosi libri illustrati da Millais nella sua carriera, celebri sono i poemi di Lord Alfred Tennyson ed i romanzi di Anthony Trollope (ad esempio, le illustrazioni per La canonica di Framley sulla rivista The Cornhill Magazine nel 1860-61). Interessanti sono anche le sue complesse illustrazioni alle parabole di Gesù, pubblicate nel 1869 ed utilizzate anche come soggetto per la vetrata di una chiesa a Perth. Da quella data in poi, lavorò fino alla morte come grafico ed illustratore per il settimanale The Graphic.

### Riconoscimenti
Millais fu nominato baronetto nel 1885, per i suoi meriti di pittore e per il suo grande impegno all'interno della Royal Academy. Dopo la morte di Frederic Leighton nel 1896, divenne presidente della Royal Academy per qualche mese, prima di morire di un tumore alla gola.

## Opere
- 1846, Pizarro cattura l'Inca del Peru (Pizarro Seizing the Inca of Peru), Victoria & Albert Museum di Londra;
- 1847, La tribù di Beniamino rapisce le figlie di Shiloh (The Tribe of Benjamin Seizes the Daughters of Shiloh);
- 1848, Cimone e Ifigenia (Cymon and Iphigenia);
- 1849, Isabella, Walker Art Gallery, Liverpool;
- 1850, Cristo nella casa dei genitori (Christ In The House Of His Parents), Tate Gallery di Londra;
- 1851, Mariana (Mariana), Tate Gallery di Londra;
- 1851, Il ritorno della colomba nell'arca (The Return of the Dove to the Ark), Ashmolean Museum, Oxford;
- 1851, Ofelia (Ophelia), Tate Gallery di Londra;
- 1852, Ferdinando tentato da Ariel (Ferdinand Lured by Ariel);
- 1852, Un ugonotto il giorno di San Bartolomeo (A Huguenot on St Bartholomew's Day);
- 1853, L'ordine di scarcerazione (The Order of Release), Tate Gallery di Londra;
- 1853, The Proscribed Royalist, collezione di Lloyd Webber;
- 1854, John Ruskin, collezione privata;
- 1855, Il salvataggio (The Rescue), National Gallery of Victoria;
- 1856, La ragazza cieca (The Blind Girl), Birmingham Museum & Art Gallery;
- 1856, La pace è conclusa (Peace Concluded), Minneapolis Art Institute;
- 1856, Foglie d'autunno (Autumn leaves), City Art Gallery di Manchester;
- 1857, Sir Isumbras al guado del fiume (A Dream of the Past: Sir Isumbras at the Ford), Lady Lever Art Gallery;
- 1858, La valle del riposo (The Vale of Rest);
- 1860, L'uomo dei Black Brunswickers (The Black Brunswicker), Lady Lever Art Gallery;
- 1863, La vigilia di Sant'Agnese (The Eve of Saint Agnes), proprietà di sua maestà la regina Elisabetta II;
- 1864, Ore di svago (Leisure Hours), Detroit Institute of Arts;
- 1865, Esther, collezione privata;
- 1867, Jephthah, National Museum of Wales di Cardiff;
- 1868, Vanessa, Liverpool Museums Service;
- 1870, Un freddo ottobre (Chill October);
- 1871, L'infanzia di Raleigh (The Boyhood of Raleigh), Tate Gallery di Londra;
- 1871, Vittoria o mio Signore! (Victory O Lord!), Manchester Art Gallery;
- 1871, La martire del Solway (The Martyr of Solway), Walker Art Gallery, Liverpool;
- 1873, Ritratto di Effie Millais (Portrait of Effie Millais), Perth Museum and Art Gallery;
- 1878, I principi Edward e Richard nella Torre di Londra (The Two Princes Edward and Richard in the Tower), Royal Holloway College;
- 1878, Passaggio a Nord Ovest (The North West Passage), Tate Britain di Londra;
- 1879, Cherry Ripe, collezione privata;
- 1880, Autoritratto (Selfportrait), Uffizi, di Firenze;
- 1881, Ritratto di John Henry Newman (Portrait of John Henry Newman), National Portrait Gallery, Londra;
- 1885, La passione dominante (The Ruling Passion), Kelvingrove Art Gallery and Museum;
- 1886, Bolle di sapone (Bubbles), Royal Academy of Arts;
- 1886, Un giglio del Jersey: ritratto di Lillie Langtry (A Jersey Lily: Portrait of Lillie Langtry), Jersey Museum Services;
- 1888, La signora in grigio (The Grey Lady), collezione privata;
- 1877, Effie Deans, collezione privata.